# سقناخ
سقناخ (ارمنی: Սղնախ؛ ترکی آذربایجانی: Sığnax) یک منطقهٔ مسکونی در جمهوری آرتساخ است که در استان آسکران واقع شده‌است. سقناخ ۲۵۱ نفر جمعیت دارد و ۱٬۳۰۲ متر بالاتر از سطح دریا واقع شده‌است.